# أمبير بومان
أمبير بومان (بالإنجليزية: Amber Bowman)‏ هي لاعبة هوكي الجليد أمريكية، ولدت في 28 يناير 1985.